# Boucé (Orne)
Boucé település Franciaországban, Orne megyében. Lakosainak száma 567 fő (2022. január 1.). Boucé Avoine, Sainte-Marie-la-Robert, Francheville, La Lande-de-Goult, Le Ménil-Scelleur, Saint-Sauveur-de-Carrouges és Vieux-Pont községekkel határos.

## Népesség
A település népességének változása:
| Lakosok száma | 620  | 619  | 631  | 615  | 616  | 614  | 598  | 583  | 567  |
|               | 2013 | 2015 | 2016 | 2017 | 2018 | 2019 | 2020 | 2021 | 2022 |